# Mario Gabelli
Mario Joseph Gabelli (New York, 19 giugno 1942) è un economista e filantropo statunitense di origine italiana.
Nel 2014 la rivista Forbes gli ha assegnato il 382º posto nella lista "The Forbes 400 - The Richest People in America", valutando il suo patrimonio in 1,35 miliardi di dollari. 

## Biografia
Figlio di immigranti provenienti da Solignano in provincia di Parma, si laureò Summa cum laude in economia alla Fordham University di New York nel 1965, poi ottenne un MBA (Master of Business Administration) alla Columbia University. Nel 1976 costituì la società "Gabelli & Co.", operante nel settore dell'intermediazione finanziaria. L'anno successivo la società cambiò nome in GAMCO Investors (Gabelli Asset Management Company). Alla metà degli anni '80 la GAMCO gestiva un portafoglio clienti di oltre 350 milioni di dollari. Mario Gabelli è tuttora presidente e CEO della società, della quale detiene il 50% delle azioni (tra gli azionisti vi è anche Bill Gates con l'1,3%). Negli anni '90 è stato membro del CDA della Borsa di New York. 
Sposato e padre di quattro figli, suo figlio Marc lavora nell'azienda di famiglia e gestisce il fondo d'investimento "Gabelli Global Opportunity Fund". In un'intervista del 1998 rilasciata al New York Times gli è stato chiesto se pensa di poter eguagliare il successo di suo padre nel settore finanziario. Egli ha così risposto: - There's only one Mario (C'è un solo Mario). Mario Gabelli è molto noto negli Stati Uniti, partecipando spesso, come esperto di finanza, a trasmissioni della CNN e altre emittenti televisive.

## Filantropia
Gabelli è noto per le generose donazioni a diverse università americane. Nel 1992 donò 3,5 milioni di dollari alla Roger Williams University, che gli ha intitolato il dipartimento di economia aziendale (Mario J. Gabelli School of Business). 
Nel 2010 donò 25 milioni di dollari alla Fordham University di New York, sua Alma mater, la somma più alta mai donata a questa università. Nello stesso anno donò tre milioni di dollari al Boston College di New York, che lo ammise per questo  nel consiglio di amministrazione.

### Riconoscimenti
- Nel 1997 dieci fondi di investimento gestiti dalla GAMCO produssero un rendimento medio annuo del 31,7%, migliore di qualsiasi altro negli Stati Uniti. Per questo risultato la rivista finanziaria Morningstar gli assegnò il premio "Fund Manager of the Year". [6]

- Nel 2011 la rivista Institutional Investor di New York, nell'ambito dei "U.S. Investment Management Awards", gli ha assegnato il premio "Money Manager of the Year". [7]